# Керимзаде, Парвин Орхан кызы
Парвин Орхан кызы Керимзаде (азерб. Pərvin Orxan qızı Kərimzadə; род. 3 февраля 1976 года, Баку, Азербайджанская ССР) — государственный и политический деятель. Депутат Милли меджлиса Азербайджанской Республики V, VI и VII созывов, член комитета по вопросам семьи, женщин и детей, член комитета по науке и образованию.

## Биография
Родилась Парвин Керимзаде 3 февраля 1976 году в городе Баку, ныне республики Азербайджан. С 1982 по 1992 годы учился в Гянджинской средней школе № 4 и окончила её с медалью. С 1992 по 1997 годы с отличием завершила обучение на историческом факультете Бакинского государственного университета.В 2004 году успешно защитила кандидатскую диссертацию на тему ”Меценатство в Северном Азербайджане в конце XIX-начале XX века", получила учёную степень кандидата исторических наук С 2009 года - доцент. С 2006 года являлась докторантом Института истории им. Бакиханова. Работала над докторской диссертацией на тему ”Национальное движение в Гяндже в начале XX века".
С 1997 года работал преподавателем кафедры всеобщей истории Гянджинского государственного университета, а с 2002 года - старшим преподавателем кафедры. С 2007 по 2011 годы работала заместителем декана историко-географического факультета Гянджинского государственного университета. С 2011 по 2013 годы – заведующая кафедрой всеобщей истории. С 2013 года - проректор по науке и инновациям Гянджинского государственного университета.
Награжден международными сертификатами университета Минхо в Португалии, Университета прикладных наук в Австрии, университета Миддлекса в Великобритании, Королевского института КТ Швеции. Регулярно представлялf Азербайджан на международных и местных конференциях, научных мероприятиях.
В совершенстве владеет русским, английским языками.
В августе 2013 года на VIII конференции Гянджинской городской организации Партии "Новый Азербайджан" была избрана заместителем председателя, а также председателем Совета женщин Гянджинской городской организации Партии "Новый Азербайджан". Член Совета женщин партии "Новый Азербайджан". 1 ноября 2015 года на выборах в Милли Меджлис Азербайджанской Республики V созыва избрана депутатом Национального собрания. Работала в комитете по науке и образованию.
На выборах в Национальное собрание Азербайджана VI созыва, которые прошли 9 февраля 2020 года, баллотировалась по Первому Низаминскому избирательному округу № 37. По итогам выборов одержала победу и получила мандат депутата Милли Меджлиса Азербайджанской Республики. С 10 марта 2020 года приступил к депутатским обязанностям. Является членом комитета по вопросам семьи, женщин и детей, а также членом комитета по науке и образованию.
На VII съезде партии "Новый Азербайджан" (5 марта 2021 года) избрана членом правления.
В 2024 году на парламентских выборах в Азербайджане, которые состоялись 1 сентября, одержала победу во II Гянджинский избирательном округе №39. Официально стала депутатом Милли Меджлиса Азербайджана седьмого созыва, первое заседание которого состоялось 23 сентября 2024 года.
Замужем, имеет двоих детей. 